# Aleksandr Markin (siatkarz)
Aleksandr Wiktorowicz Markin (ros. Александр Викторович Маркин; ur. 28 lipca 1990 w Moskwie) – rosyjski siatkarz, grający na pozycji przyjmującego, reprezentant Rosji.

## Sukcesy klubowe
Superpuchar Rosji:
- 2009

Liga Mistrzów:
- 2010
- 2011

Mistrzostwo Rosji:
- 2011, 2012, 2016, 2017
- 2010, 2015, 2018

Puchar CEV:
- 2012, 2015[1]

## Sukcesy reprezentacyjne
Mistrzostwa Europy Juniorów:
- 2008

Letnia Uniwersjada:
- 2013, 2015[2]

Igrzyska Europejskie:
- 2015[3]

Memoriał Huberta Jerzego Wagnera:
- 2017

Liga Narodów:
- 2018